# ChievoVerona Women FM 2022-2023
Questa voce raccoglie le informazioni riguardanti la Società Sportiva Dilettantistica ChievoVerona Women FM nelle competizioni ufficiali della stagione 2022-2023.

## Divise e sponsor
Lo schema adottato ripropone l'abbinamento giallo e blu, con opposta combinazione per la tenuta casalinga e da trasferta, abbinata al simbolo del ponte Pietra, grafica riprodotta anche nel nuovo logo. Lo sponsor tecnico e fornitore dell'abbigliamento sportivo è Givova mentre lo sponsor principale è Harley&Dikkinson.
| Casa | Trasferta |

## Organigramma societario
Organigramma tratto dal sito ufficiale della società, aggiornato al 26 giugno 2022.
Area amministrativa
- Presidente: Alice Bianchini
- Presidente onorario: Giuseppe Boni
- Segretario: Francesco De Giorgio
- Direttore generale: Massimiliano Rossi
- Direttore sportivo: Simone Lelli

Area tecnica
- Allenatore: Giacomo Venturi
- Allenatore in seconda: Mauro Perina
- Allenatore dei portieri: Giovanni Avesani
- Preparatore atletico: Andrea Callegaro
- Fisioterapista: Marica Usvardi

### Rosa
Rosa, ruoli e numeri di maglia come da sito worldfootball.net..
| N. |                    | Ruolo | Calciatrice             |
| -- | ------------------ | ----- | ----------------------- |
| 1  | Italia (bandiera)  | P     | Giorgia Bettineschi     |
| 2  | Italia (bandiera)  | D     | Sara Ventura            |
| 3  | Italia (bandiera)  | D     | Paola Boglioni          |
| 4  | Italia (bandiera)  | D     | Chiara Mele             |
| 5  | Italia (bandiera)  | D     | Greta Oberhuber         |
| 6  | Romania (bandiera) | D     | Irina Alexandra Tunoaia |
| 7  | Italia (bandiera)  | C     | Martina Scuratti        |
| 9  | Italia (bandiera)  | A     | Claudia Ferrato         |
| 11 | Italia (bandiera)  | A     | Chiara Manca            |
| 14 | Italia (bandiera)  | D     | Elena Mombelli          |
| 14 | Italia (bandiera)  | C     | Federica Buonamassa     |
| 15 | Italia (bandiera)  | D     | Camilla Ronca           |
| 16 | Italia (bandiera)  | D     | Valentina Puglisi       |
| 17 | Italia (bandiera)  | A     | Sonia Kjem              |
| 18 | Italia (bandiera)  | A     | Fabiana Alborghetti     |

| N. |                   | Ruolo | Calciatrice           |
| -- | ----------------- | ----- | --------------------- |
| 19 | Italia (bandiera) | A     | Flavia Fancellu       |
| 20 | Malta (bandiera)  | A     | Kailey Willis         |
| 21 | Italia (bandiera) | A     | Daiana Mascanzoni     |
| 22 | Italia (bandiera) | A     | Alessandra Massa      |
| 23 | Italia (bandiera) | D     | Francesca Salaorni    |
| 24 | Italia (bandiera) | D     | Heden Corrado         |
| 25 | Italia (bandiera) | C     | Sara Tardini          |
| 26 | Italia (bandiera) | C     | Lorena Marcomini      |
| 27 | Italia (bandiera) | D     | Stefania Zanoletti    |
| 28 | Italia (bandiera) | C     | Zoe Caneo             |
| 29 | Italia (bandiera) | A     | Stefania Dallagiacoma |
| 31 | Italia (bandiera) | D     | Chiara Bianchi        |
| 39 | Italia (bandiera) | P     | Linda Fenzi           |
| 99 | Italia (bandiera) | P     | Asia Sargenti         |
|    | Italia (bandiera) | D     | Desirè Marconi        |

## Calciomercato

### Sessione estiva
| Acquisti         | Acquisti          | Acquisti | Acquisti   |
| R.               | Nome              | da       | Modalità   |
| ---------------- | ----------------- | -------- | ---------- |
| A                | Claudia Ferrato   | Sassuolo | [ 8 ]      |
| A                | Kailey Willis     | Verona   | definitivo |
| Altre operazioni |                   |          |            |
| R.               | Nome              | a        | Modalità   |
| P                | Asia Sargenti     | Juventus | definitivo |
| C                | Valentina Puglisi | Juventus | definitivo |
| C                | Sara Ventura      | Juventus | prestito   |

| Cessioni | Cessioni               | Cessioni                       | Cessioni      |
| R.       | Nome                   | a                              | Modalità      |
| -------- | ---------------------- | ------------------------------ | ------------- |
| P        | Francesca Olivieri     | San Marino                     | definitivo    |
| D        | Giulia Caliari         | Virtus Verona/Real San Massimo | definitivo    |
| D        | Alessandra Piergallini |                                |               |
| C        | Valentina Boni         |                                | ritiro        |
| C        | Michela Franco         | Napoli                         | definitivo    |
| C        | Alessia Pecchini       | Verona                         | definitivo    |
| C        | Lucrezia Salimbeni     | Cesena                         | definitivo    |
| C        | Jessica Zanoni         | Virtus Verona/Real San Massimo | definitivo    |
| A        | Karyna Ol'chovik       | Sassuolo                       | definitivo    |
| A        | Virginia Gidoni        | Verona                         | fine prestito |
| A        | Rachele Peretti        | Verona                         | definitivo    |
| A        | Giulia Verrino         | Parma                          | svincolata    |

### Sessione invernale
| Acquisti | Acquisti            | Acquisti   | Acquisti    |
| R.       | Nome                | da         | Modalità    |
| -------- | ------------------- | ---------- | ----------- |
| C        | Federica Buonamassa | Sassuolo   | definitivo  |
| A        | Chiara Manca        | Pomigliano | in prestito |

| Cessioni | Cessioni          | Cessioni   | Cessioni      |
| R.       | Nome              | a          | Modalità      |
| -------- | ----------------- | ---------- | ------------- |
| C        | Greta Oberhuber   | Trento CF  | in prestito   |
| C        | Valentina Puglisi | Napoli     | definitivo    |
| C        | Sara Ventura      | Juventus   | fine prestito |
| A        | Flavia Fancellu   | San Marino | in prestito   |

## Risultati

### Serie B

#### Girone di andata
| Arbitro: | Pascuccio (Ariano Irpino) |

|  |           |                          |
|  | Marcatori | 19’ Massa 54’ Mascanzoni |

| Arbitro: | Kovacevic (Arco Riva) |

|                              |           |           |
| Dallagiacoma 29’ Puglisi 79’ | Marcatori | 47’ Ferin |

| Arbitro: | Fantozzi (Civitavecchia) |

|           |           |  |
| Gomes 27’ | Marcatori |  |

| Arbitro: | Kovacevic (Arco Riva) |

|                  |           |            |
| Dallagiacoma 38’ | Marcatori | 79’ Ferrer |

| Arbitro: | Bazzo (Bolzano) |

|            |           |  |
| Peretti 8’ | Marcatori |  |

| Arbitro: | Cortese (Bologna) |

|                 |           |  |
| Dallagiacoma 5’ | Marcatori |  |

| Arbitro: | Agostoni (Milano) |

|  |           |                                                          |
|  | Marcatori | 15’, 58’ Ferrato 30’ Boglioni 39’ Massa 51’ Dallagiacoma |

| Arbitro: | Benevelli (Modena) |

|                                                                   |           |  |
| Dallagiacoma 45+1’ Ferrato 48’ (rig.), 78’ Alborghetti 84’ (rig.) | Marcatori |  |

| Arbitro: | Esposito (Napoli) |

|              |           |                                            |
| Galbiati 37’ | Marcatori | 32’ Ferrato 79’ Tardini 90+5’ Dallagiacoma |

| Arbitro: | Santinelli (Bergamo) |

|                            |           |                                |
| Ferrato 23’ Mascanzoni 41’ | Marcatori | 7’ Proietti 54’ Chatzīnikolaou |

| Arbitro: | Traini (San Benedetto del Tronto) |

|                                                             |           |                             |
| Vigliucci 72’ (rig.) Fusar Poli 76’ Salvatori Rinaldi 90+3’ | Marcatori | 63’ Ferrato 67’ Alborghetti |

| Arbitro: | Riahi (Lovere) |

|                                              |           |  |
| Tardini 2’ Ferrato 4’, 90+3’ Alborghetti 41’ | Marcatori |  |

| Arbitro: | Nigro (Prato) |

|  |           |                    |
|  | Marcatori | 60’ (rig.) Ferrato |

| Arbitro: | Piccolo (Pordenone) |

|                  |           |  |
| Dallagiacoma 62’ | Marcatori |  |

| Arbitro: | Muccignato (Pordenone) |

|  |           |            |
|  | Marcatori | 82’ Willis |

#### Girone di ritorno
| Arbitro: | Maccorin (Pordenone) |

|               |           |  |
| Massa 9’, 57’ | Marcatori |  |

| Arbitro: | Depaolini (Legnano) |

|                                      |           |          |
| Pizzolato 31’ Ferin 32’ Kongoulī 80’ | Marcatori | 59’ Kiem |

| Arbitro: | Catanzaro (Catanzaro) |

|  |           |                              |
|  | Marcatori | 35’, 72’ Gomes 65’ Del Estal |

| Arbitro: | Rodigari (Bergamo) |

|  |           |                     |
|  | Marcatori | 15’, 41’ Mascanzoni |

| Arbitro: | Saffioti (Como) |

|  |           |                               |
|  | Marcatori | 5’ Peretti 15’, 35’ Meneghini |

| Arbitro: | Zini (Udine) |

|             |           |  |
| Kuenrath 3’ | Marcatori |  |

| Arbitro: | Pasculli (Como) |

|                           |           |           |
| Tardini 18’ Zanoletti 57’ | Marcatori | 83’ Bargi |

| Arbitro: | Silvestri (Roma) |

|            |           |  |
| Tuteri 72’ | Marcatori |  |

| Arbitro: | Mazzoni (Prato) |

|                                                       |           |                                 |
| Scuratti 37’, 64’ Mascanzoni 46’ Zanoletti 52’ (rig.) | Marcatori | 34’ Fracas 40’ Brayda 88’ Magri |

| Arbitro: | Gasperotti (Carbonia) |

|                                 |           |                   |
| Visentin 15’, 17’ Castiello 33’ | Marcatori | 63’ (rig.) Willis |

| Arbitro: | Collier (Gallarate) |

|  |           |                                                   |
|  | Marcatori | 15’ Lombardo 50’ Tarantino 78’ Corazzi 90’ Labate |

| San Zaccaria, Ravenna 7 maggio 2023, ore 15:00 CEST 27ª giornata | Ravenna       | 0 – 0 referto referto 2 | ChievoVerona FM | Stadio Massimo Soprani\| Arbitro: \| Aloise (Lodi) \| |
| Arbitro:                                                         | Aloise (Lodi) |                         |                 |                                                       |

| Arbitro: | Radovanovic (Maniago) |

|                           |           |              |
| Buonamassa 52’ Willis 83’ | Marcatori | 89’ Barbieri |

| Arbitro: | Leorsini (Terni) |

|            |           |                             |
| Peddio 11’ | Marcatori | 31’ (rig.) Willis 85’ Manca |

| Arbitro: | Schmid (Rovereto) |

|  |           |                           |
|  | Marcatori | 44’ Sechi 45+3’ Distefano |

### Coppa Italia

#### Gironi eliminatori
| Arbitro: | Frasynyak (Gallarate) |

|                |           |            |
| Iannazzo 90+3’ | Marcatori | 9’ Puglisi |

| Arbitro: | Allegretta (Molfetta) |

|                              |           |          |
| Ferrato 11’ Dallagiacoma 64’ | Marcatori | 46’ Jane |

#### Fase a eliminazione diretta
| Arbitro: | Gasperotti (Rovereto) |

|  |           |                                    |
|  | Marcatori | 6’, 11’ Girelli 40’ (rig.) Cernoia |

| Arbitro: | Bozzetto (Bergamo) |

|                                                     |           |  |
| Bonansea 56’ Caruso 65’ (rig.) Girelli 90+3’ (rig.) | Marcatori |  |

## Statistiche

### Statistiche di squadra
| Competizione | Punti | In casa | In casa | In casa | In casa | In casa | In casa | In trasferta | In trasferta | In trasferta | In trasferta | In trasferta | In trasferta | Totale | Totale | Totale | Totale | Totale | Totale | DR |
| Competizione | Punti | G       | V       | N       | P       | Gf      | Gs      | G            | V            | N            | P            | Gf           | Gs           | G      | V      | N      | P      | Gf     | Gs     | DR |
| ------------ | ----- | ------- | ------- | ------- | ------- | ------- | ------- | ------------ | ------------ | ------------ | ------------ | ------------ | ------------ | ------ | ------ | ------ | ------ | ------ | ------ | -- |
| Serie B      | 51    | 15      | 9       | 2       | 4       | 25      | 21      | 15           | 7            | 1            | 7            | 20           | 15           | 30     | 16     | 3      | 11     | 45     | 36     | +9 |
| Coppa Italia | -     | 2       | 1       | 0       | 1       | 2       | 4       | 2            | 0            | 1            | 1            | 1            | 4            | 4      | 1      | 1      | 2      | 3      | 8      | -5 |
| Totale       | -     | 17      | 10      | 2       | 5       | 27      | 25      | 17           | 7            | 2            | 8            | 21           | 19           | 34     | 17     | 4      | 13     | 48     | 44     | +4 |

### Andamento in campionato
| Giornata  | 1 | 2 | 3 | 4 | 5 | 6 | 7 | 8 | 9 | 10 | 11 | 12 | 13 | 14 | 15 | 16 | 17 | 18 | 19 | 20 | 21 | 22 | 23 | 24 | 25 | 26 | 27 | 28 | 29 | 30 |
| --------- | - | - | - | - | - | - | - | - | - | -- | -- | -- | -- | -- | -- | -- | -- | -- | -- | -- | -- | -- | -- | -- | -- | -- | -- | -- | -- | -- |
| Luogo     | T | C | T | C | T | C | T | C | T | C  | T  | C  | T  | C  | T  | C  | T  | C  | T  | C  | T  | C  | T  | C  | T  | C  | T  | C  | T  | C  |
| Risultato | V | V | P | N | P | V | V | V | V | N  | P  | V  | V  | V  | V  | V  | P  | P  | V  | P  | P  | V  | P  | V  | P  | P  | N  | V  | V  | P  |
| Posizione | 1 | 1 | 3 | 6 | 6 | 5 | 5 | 4 | 3 | 5  | 6  | 6  | 4  | 4  | 3  | 3  | 5  | 5  | 5  | 5  | 6  | 5  | 6  | 5  | 6  | 6  | 7  | 6  | 6  | 7  |

Legenda:

Luogo: C = Casa; T = Trasferta. Risultato: V = Vittoria; N = Pareggio; P = Sconfitta.

### Statistiche delle giocatrici
| Giocatore       | Serie B  | Serie B | Serie B     | Serie B    | Coppa Italia | Coppa Italia | Coppa Italia | Coppa Italia | Totale   | Totale | Totale      | Totale     |
| Giocatore       | Presenze | Reti    | Ammonizioni | Espulsioni | Presenze     | Reti         | Ammonizioni  | Espulsioni   | Presenze | Reti   | Ammonizioni | Espulsioni |
| --------------- | -------- | ------- | ----------- | ---------- | ------------ | ------------ | ------------ | ------------ | -------- | ------ | ----------- | ---------- |
| F. Alborghetti  | 24       | 3       | 1           | 0          | 3            | 0            | 0            | 0            | 27       | 3      | 1           | 0          |
| G. Bettineschi  | 25       | -32     | 0           | 0          | 2            | -6           | 0            | 0            | 27       | -38    | 0           | 0          |
| C. Bianchi      | 11       | 0       | 0           | 0          | 0            | 0            | 0            | 0            | 11       | 0      | 0           | 0          |
| P. Boglioni     | 20       | 1       | 0           | 0          | 1            | 0            | 0            | 0            | 21       | 1      | 0           | 0          |
| F. Buonamassa   | 5        | 1       | 0           | 0          | -            | -            | -            | -            | 5        | 1      | 0           | 0          |
| Z. Caneo        | 16       | 0       | 0           | 0          | 2            | 0            | 0            | 0            | 18       | 0      | 0           | 0          |
| H. Corrado      | 23       | 0       | 0           | 1          | 4            | 0            | 0            | 0            | 27       | 0      | 0           | 1          |
| S. Dallagiacoma | 27       | 7       | 1           | 0          | 3            | 1            | 0            | 0            | 30       | 8      | 1           | 0          |
| F. Fancellu     | 2        | 0       | 0           | 0          | 1            | 0            | 0            | 0            | 3        | 0      | 0           | 0          |
| L. Fenzi        | 4        | -4      | 0           | 0          | -            | -            | -            | -            | 4        | -4     | 0           | 0          |
| C. Ferrato      | 17       | 10      | 0           | 0          | 4            | 1            | 0            | 0            | 21       | 11     | 0           | 0          |
| S. Kiem         | 30       | 1       | 1           | 0          | 4            | 0            | 0            | 0            | 34       | 1      | 1           | 0          |
| C. Manca        | 13       | 1       | 0           | 0          | 1            | 0            | 0            | 0            | 14       | 1      | 0           | 0          |
| L. Marcomini    | -        | -       | -           | -          | -            | -            | -            | -            | -        | -      | -           | -          |
| D. Marconi      | -        | -       | -           | -          | -            | -            | -            | -            | -        | -      | -           | -          |
| D. Mascanzoni   | 30       | 5       | 1           | 0          | 4            | 0            | 0            | 0            | 34       | 5      | 1           | 0          |
| A. Massa        | 16       | 4       | 0           | 0          | 4            | 0            | 0            | 0            | 20       | 4      | 0           | 0          |
| C. Mele         | 23       | 0       | 2           | 0          | 3            | 0            | 1            | 0            | 26       | 0      | 3           | 0          |
| E. Mombelli     | 2        | 0       | 0           | 0          | 0            | 0            | 0            | 0            | 2        | 0      | 0           | 0          |
| G. Oberhuber    | 2        | 0       | 0           | 0          | 0            | 0            | 0            | 0            | 2        | 0      | 0           | 0          |
| V. Puglisi      | 9        | 1       | 1           | 0          | 1            | 1            | 0            | 0            | 10       | 2      | 1           | 0          |
| C. Ronca        | -        | -       | -           | -          | -            | -            | -            | -            | -        | -      | -           | -          |
| F. Salaorni     | 19       | 0       | 1           | 0          | 2            | 0            | 0            | 0            | 21       | 0      | 1           | 0          |
| A. Sargenti     | 2        | 0       | 0           | 0          | 2            | -2           | 0            | 0            | 4        | -2     | 0           | 0          |
| M. Scuratti     | 24       | 2       | 2           | 0          | 4            | 0            | 0            | 0            | 28       | 2      | 2           | 0          |
| S. Tardini      | 28       | 3       | 1           | 0          | 4            | 0            | 0            | 0            | 32       | 3      | 1           | 0          |
| I.A. Tunoaia    | 22       | 0       | 0           | 0          | 2            | 0            | 0            | 0            | 24       | 0      | 0           | 0          |
| S. Ventura      | 7        | 0       | 1           | 0          | 1            | 0            | 0            | 0            | 8        | 0      | 1           | 0          |
| K. Willis       | 25       | 4       | 1           | 0          | 2            | 0            | 0            | 0            | 27       | 4      | 1           | 0          |
| S. Zanoletti    | 29       | 2       | 2           | 0          | 4            | 0            | 0            | 0            | 33       | 2      | 2           | 0          |